# Франц Шлегельбергер
Луїс Рудольф Франц Шлегельбергер (Louis Rudolph Franz Schlegelberger; 23 жовтня 1876, Кенігсберг — 14 грудня 1970, Фленсбург) — німецький юрист і державний діяч, професор, доктор права (1899).

## Біографія

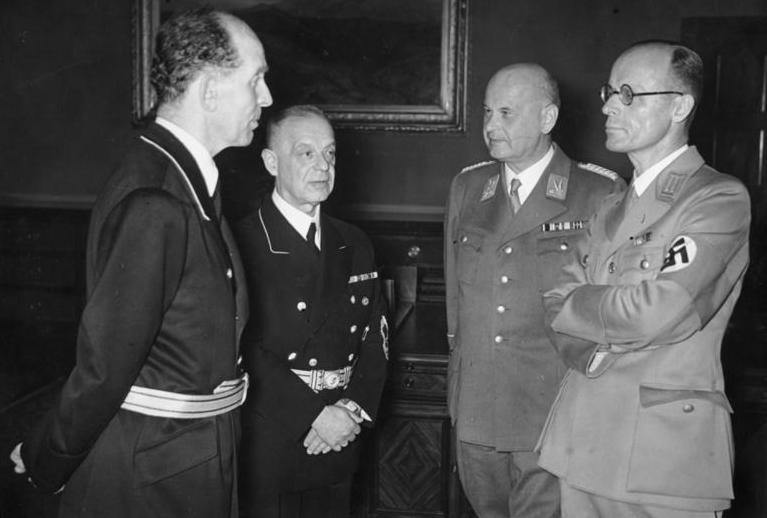
Зліва направо: Роланд Фрайслер, Франц Шлегельбергер, Отто Георг Тірак і Курт Ротенбергер (1942).

Здобув освіту в Кенігсберзькому і Берлінському університетах. У 1897 році вступив референтом на державну службу. З 1904 року — земельний суддя. Учасник Першої світової війни.З 1918 року — співробітник і таємний радник в Імперському міністерстві юстиції. З 1921 року — начальник відділу міністерства. З 1927 року — міністерський директор; відряджений для вивчення міжнародного права в Аргентину, Чилі, Бразилії. З жовтня 1931 року — статс-секретар Імперського міністерства юстиції. 30 січня 1938 року вступив в НСДАП. З 30 січня 1941 по 24 серпня 1942 року виконував обов'язки імперського міністра юстиції. Після Другої світової війни заарештований. На процесі Американського військового трибуналу в Нюрнберзі у справі юристів 4 грудня 1947 року засуджений до довічного тюремного ув'язнення. У лютому 1951 року звільнений за станом здоров'я.

## Нагороди
- Залізний хрест 2-го класу для некомбатантів
- Хрест «За заслуги у військовій допомозі»
- Почесний хрест ветерана війни
- Сілезький Орел 2-го і 1-го ступеня
- Почесний доктор юридичного факультету Берлінського університету (1922)
- Почесний доктор Кенігсберзького університету (1926)